# Seguidors de Tolkien
Els seguidors de Tolkien (En anglès: Tolkien fandom) són una comunitat internacional informal d'aficionats a les obres de J. R. R. Tolkien, especialment al llegendari de la Terra Mitjana, incloent El hòbbit, El Senyor dels Anells i El Silmaríl·lion. El concepte "Fandom", en anglès, s'utilitza per descriure una tipologia específica de subcultura de seguidors. El terme "Tolkien fandom" va començar a sorgir durant la dècada de 1960 als Estats Units, en el marc del moviment hippie, fet que no va agradar a l'autor (Tolkien va morir el 1973), que parlava del "seu deplorable culte".
Un Tolkienist és algú que estudia l'obra de J. R. R. Tolkien: aquest terme normalment fa referència a estudiants de les llengües èlfiques o de "Tolkienologia". El concepte Ringer (de l'anglès "ring", "anell" en català), fa referència a un seguidor d'El Senyor dels Anells en general, i de la trilogia cinematogràfica de Peter Jackson en particular. Altres conceptes per descriure els seguidors de Tolkien són Tolkienite o Tolkiendil.